# 1987–1988-as magyar női kosárlabda-bajnokság
Az 1987–1988-as magyar női kosárlabda-bajnokság az ötvenegyedik magyar női kosárlabda-bajnokság volt. Húsz csapat indult el, a csapatok az előző évi szereplés alapján két csoportban (A csoport: 1-10. helyezettek, B csoport: 11-17. helyezettek plusz a három feljutó) két kört játszottak. Az alapszakasz után az A csoport 1-6. helyezettjei play-off rendszerben játszottak a bajnoki címért, az A csoport 7-10. és a B csoport 1-4. helyezettjei az egymás elleni eredményeiket megtartva a másik csoportból jövőkkel újabb két kört játszottak az A csoportba kerülésért, a B csoport 5-10. helyezettjei pedig play-off rendszerben játszottak a kiesés elkerüléséért.

## Alapszakasz

### A csoport
| #   | Csapat           | M  | Gy | V  | K+   | K-   | P  |
| --- | ---------------- | -- | -- | -- | ---- | ---- | -- |
| 1.  | Tungsram SC      | 18 | 18 | 0  | 1658 | 1209 | 36 |
| 2.  | BSE              | 18 | 15 | 3  | 1555 | 1199 | 33 |
| 3.  | Pécsi VSK        | 18 | 12 | 6  | 1338 | 1259 | 30 |
| 4.  | BEAC             | 18 | 8  | 10 | 1333 | 1334 | 26 |
| 5.  | MTK-VM           | 18 | 8  | 10 | 1301 | 1356 | 26 |
| 6.  | Diósgyőri VTK    | 18 | 8  | 10 | 1329 | 1443 | 26 |
| 7.  | Szeged SC        | 18 | 6  | 12 | 1234 | 1312 | 24 |
| 8.  | Kecskeméti SC    | 18 | 5  | 13 | 1215 | 1467 | 23 |
| 9.  | Szekszárdi Dózsa | 18 | 5  | 13 | 1265 | 1433 | 23 |
| 10. | Bp. Spartacus    | 18 | 5  | 13 | 1289 | 1505 | 23 |

### B csoport
| #   | Csapat                      | M  | Gy | V  | K+   | K-   | P  |
| --- | --------------------------- | -- | -- | -- | ---- | ---- | -- |
| 1.  | Szarvasi Főiskola Medosz SE | 18 | 14 | 4  | 1270 | 1145 | 32 |
| 2.  | Alba Regia Építők           | 18 | 13 | 5  | 1295 | 1208 | 31 |
| 3.  | Zalaegerszegi TE            | 18 | 11 | 7  | 1310 | 1246 | 29 |
| 4.  | Ganz-MÁVAG VSE              | 18 | 11 | 7  | 1365 | 1286 | 29 |
| 5.  | BKV Előre                   | 18 | 9  | 9  | 1218 | 1187 | 27 |
| 6.  | Omker-OSC                   | 18 | 8  | 10 | 1292 | 1341 | 26 |
| 7.  | Soproni VSE                 | 18 | 8  | 10 | 1246 | 1302 | 26 |
| 8.  | Sabaria SE                  | 18 | 6  | 12 | 1069 | 1204 | 24 |
| 9.  | Ikarus SE                   | 18 | 5  | 13 | 1164 | 1215 | 23 |
| 10. | Testnevelési Főiskola SE    | 18 | 5  | 13 | 1203 | 1298 | 23 |

* M: Mérkőzés Gy: Győzelem V: Vereség K+: Dobott kosár K-: Kapott kosár P: Pont

## Rájátszás

### 1–6. helyért
Elődöntőbe jutásért: Pécsi VSK–Diósgyőri VTK 96–59, 97–82 és BEAC–MTK-VM 57–80, 71–86
Elődöntő: Tungsram SC–MTK-VM 89–68, 78–77 és BSE–Pécsi VSK 89–69, 66–71, 86–72
Döntő: Tungsram SC–BSE 84–90, 70–77
3. helyért: Pécsi VSK–MTK-VM 67–66, 54–79, 75–77
5. helyért: BEAC–Diósgyőri VTK 90–66, 95–97, 75–78

### 7–14. helyért
| #   | Csapat                      | M  | Gy | V  | K+   | K-   | P  |
| --- | --------------------------- | -- | -- | -- | ---- | ---- | -- |
| 7.  | Kecskeméti SC               | 14 | 10 | 4  | 1072 | 997  | 24 |
| 8.  | Bp. Spartacus               | 14 | 10 | 4  | 1144 | 1003 | 24 |
| 9.  | Szarvasi Főiskola Medosz SE | 14 | 9  | 5  | 1016 | 948  | 23 |
| 10. | Szeged SC                   | 14 | 7  | 7  | 985  | 946  | 21 |
| 11. | Alba Regia Építők           | 14 | 7  | 7  | 995  | 1062 | 21 |
| 12. | Szekszárdi Dózsa            | 14 | 7  | 7  | 1149 | 1062 | 21 |
| 13. | Ganz-MÁVAG VSE              | 14 | 3  | 11 | 987  | 1154 | 17 |
| 14. | Zalaegerszegi TE            | 14 | 3  | 11 | 964  | 1102 | 17 |

### 15–20. helyért
15–20. helyért: Soproni VSE–Testnevelési Főiskola SE 87–84, 70–92, 79–75 és Sabaria SE–Ikarus SE 61–59, 50–67, 62–61
15–18. helyért: BKV Előre–Sabaria SE 55–58, 85–62, 58–56 és Omker-OSC–Soproni VSE 70–80, 86–71, 63–75
15. helyért: BKV Előre–Soproni VSE 68–63, 67–66
17. helyért: Omker-OSC–Sabaria SE 105–75, 80–78